# Königs-Paradiesvogel
Der Königs-Paradiesvogel (Cicinnurus regius) ist eine Vogelart aus der Familie der Paradiesvögel (Paradisaeidae).  Er gilt als der kleinste Paradiesvogel  und kommt im Tiefland Neuguineas  und einigen angrenzenden Inseln vor. Der Königs-Paradiesvogel hat ein sehr großes Verbreitungsgebiet und wird von der IUCN als eine Art eingeordnet, die aktuell in ihrem Bestand nicht bedroht ist. Es werden zwei Unterarten unterschieden.

## Beschreibung
Der Geschlechtsdimorphismus ist beim Königs-Paradiesvogel wie bei vielen Paradiesvögeln stark ausgeprägt. Die Männchen haben ein sehr farbenprächtiges Gefieder während die Weibchen unscheinbar braun gefärbt sind. Die Männchen erreichen ohne das verlängerte mittlere Steuerfederpaar eine Körpergröße von 16 Zentimetern, wohingegen die Weibchen 19 Zentimeter groß werden. Die Männchen wiegen zwischen 63 und 65 Gramm, die Weibchen erreichen ein Gewicht zwischen 38 und 58 Gramm.
Beim Männchen sind Kopf sowie auch Kehle, Rücken und die Flügel intensiv zinnoberrot. Die Federn des Mantels sind verlängert und bilden einen Kragen. Das Körperobergefieder glänzt sehr stark und kann bei bestimmten Lichtverhältnissen weiße Schlaglichter bilden. Die Brust wird durch eine smaragdgrüne, metallisch glänzende Querbinde unterteilt. Über jedem Auge findet sich ein Fleck von demselben metallischen Grün. Die Unterseite ist weiß. Die beiden mittleren, schmalen Schwanzfedern ragen aus den übrigen Federn des Schwanzes heraus. Sie haben eine Länge von zwölf Zentimetern und enden in einer spiralförmigen Fahne. Unter den Flügel hat der Königs-Paradiesvogel grau und grün gefärbte Federbüschel, die er während der Balz zu Fächern entfalten kann. Der Schnabel ist gelb, der Schnabelfirst ist leicht erhöht und sehr schmal. Die Füße und Beine sind kobaltblau.
Die Weibchen und Jungvögel sind dunkler und weniger auffällig gefärbt. Ihr Gefieder ist auf der Körperoberseite braun und auf der Körperunterseite braun und weiß quergestreift. Der Schnabel ist bei den Weibchen blassgelb und Jungtieren eher dunkel gefärbt. Die Beine und Füße sind bei den Weibchen dunkler als bei den Männchen.

## Verbreitung, Unterarten und Lebensraum

Königs-Paradiesvogel, Darstellung aus dem Zeitraum 1825–1834

Der Königs-Paradiesvogel ist auf Neuguinea weit verbreitet und kommt von der westlichsten Spitze des Vogelkop bis in die Ostspitze dieser Insel vor. Er kommt auf Inseln vor, die direkt an die Küste Neuguineas angrenzen. Zu diesen zählt die Inselgruppe der Arus vor, wo er im 19. Jahrhundert unter anderem von Alfred Russel Wallace gesammelt wurde. Die Inselgruppe liegt etwa 150 km südlich von Neuguinea in der Arafurasee. Der Königs-Paradiesvogel kommt außerdem auf Misool und Salawati vor. Diese Inseln liegt im Raja-Ampat-Archipels und südwestlich der neuguienesischen Vogelkophalbinsel. Zum Verbreitungsgebiet zählt außerdem noch die Insel Yapen, eine Insel in der Cenderawasih-Bucht.
In dem für einen Paradiesvogel vergleichsweise großen Verbreitungsgebiet werden zwei Unterarten unterschieden:
- Cicinnurus regius coccineifrons Rothschild, 1896 – Die Unterart kommt im Norden von Neuguinea vor und besiedelt neben der Insel Yapen ein Gebiet, welches sich von der Ostküste der Cenderawasih-Buch bis zum Fluss Ramu erstreckt.
- Cicinnurus regius regius (Linnaeus, 1758) – Die Nominatform kommt auf Salawati, Mitsoll und den Aru-Inseln sowie auf Neuguinea vor, wo sie nur im Norden der Insel von der Unterart Cicinnurus regius coccineifrons abgelöst wird.

Der Königs-Paradiesvogel besiedelt ausschließlich Wälder in Tiefebenen und niedrigen Höhenlagen. Er besiedelt Regenwälder, Monsun- und Galeriewälder. Er ist nicht allein auf Primärwald angewiesen, sondern kommt auch in Sekundärwald vor. Seine Höhenverbreitung reicht von Meereshöhe bis in Hochlagen von 950 Meter. Er ist aber bereits oberhalb von 300 bis 400 Höhenmetern nur selten anzutreffen. In den höheren Lagen überlappt sich der Lebensraum des Königs-Paradiesvogels mit dem des Sichelschwanz-Paradiesvogels.
Der Königs-Paradiesvogel ist ein ausgesprochen häufiger Vogel. Es wurden bis zu 22 Männchen auf einer Fläche von 100 Hektar Primärwald mit altem Baumbestand gezählt.

## Lebensweise
Die Männchen des Königs-Paradiesvogel lebt meist einzelgängerisch. Die Weibchen schließen sich dagegen mit anderen Singvogelarten gelegentlich zu kleinen gemischten Trupps zusammen. Bei Männchen kommt dies nur vor, wenn diese an seinem Revier entlangziehen. Zu den Trupps, denen sie sich anschließen, gehören häufig der Prachtparadiesvogel und andere Vertreter der Familie der Paradiesvögel. Der Königsparadiesvogel ernährt sich von Früchten und Gliederfüßern.

## Fortpflanzung
Der Königs-Paradiesvogel ist polygyn, das heißt, das Männchen paart sich nach Möglichkeit mit einer großen Anzahl von Weibchen. Das Weibchen zieht den Nachwuchs alleine groß.

### Balzplatz
Die Männchen besetzen Balzplätze. Die Verteilung dieser Balzplätze im jeweiligen Lebensraum ist variabel. Es gibt Männchen, deren Balzplatz fernab von denen anderer Männchen liegen. In anderen Gebieten liegen diese nah beieinander. Untersuchungen zeigen jedoch, dass häufig die Balzplätze von jeweils zwei Männchen einen  Abstand von jeweils 45 bis 90 Meter voneinander haben. Diese Balzplätze liegen wiederum zwischen 150 und 530 Meter von denen der nächsten zwei Männchen entfernt. Frith und Beehler bezeichnen dieses System als eine Mischung zwischen einem Einzelbalzplatz und der Versammlung von Männchen an einem Lek, wie es beispielsweise für die Stephanie-Paradieselster charakteristisch ist. Die Männchen verbringen sehr viel Zeit in der unmittelbaren Nähe ihres Balzplatzes, deutlich mehr als es beispielsweise beim Raggi-Paradiesvogel der Fall ist. Ein Männchen toleriert kurzzeitig auch die Anwesenheit eines anderen Männchens in der Nähe seines Balzplatzes, folgt diesem aber sehr eng. Direkte Aggressionen kommen nicht vor. Durch Rufe und eine nach vorn ausgerichtete Körperposition deutet er jedoch sein Unbehagen über das Eindringen des anderen Männchens an.

### Balz
Wie viele andere Paradiesvögel hat der Königs-Paradiesvogel ein sehr spektakuläres Balzverhalten. Zum Balzrepertoire gehört unter anderem ein Spreizen der weißen Bauchfedern und der Flügel sowie ein Hochstellen der sichelartigen Schwanzfedern.

Darstellung des Balgs eines Königs-Paradiesvogels. Gut erkennbar die aufgerollten Enden des mittleren Steuerfederpaars

Zu den auffälligsten, und bei anderen Paradiesvögeln nicht beobachteten Verhalten, gehört ein fast senkrechtes Auffliegen, wobei das Männchen während des Auffliegens singt und sich dann abrupt wieder zur Erde fallen lässt. Dieses Balzverhalten ist verschiedentlich mit dem einer Feldlerche verglichen worden. Ein weiteres Balzverhalten ist ein Hochhüpfen entlang von fast vertikalen Ästen, bei dem er mit jedem Hüpfer seinen Körper in die entgegengesetzte Richtung dreht. Ähnliches Balzverhalten ist auch für den Raggi-Paradiesvogel und den Roten Paradiesvogel beschrieben worden, die beide der Gattung der Eigentlichen Paradiesvögeln angehören. Zum weiteren Balzrepertoire des Königs-Paradiesvogels gehört ein schnelles Zittern mit den geöffneten Flügeln und ein Sträuben des Schwanzgefieders, bei dem die aufgerollten Enden des Steuerfederpaares über dem Körper schweben. Er hängt auch immer wieder kopfüber am Geäst, oberhalb des Geästs sind dann nur die aufgerollten Enden des mittleren Steuerfederpaars zu sehen. Die Reihenfolge der einzelnen Balzphasen ist bislang noch nicht abschließend untersucht. Beobachtet wurden aber bereits folgende Reihenfolge:
- Bogenförmiges Spreizen der Flügel (sogenanntes „Wing-cupping“). Der Kopf ist dabei zu einem der Flügel geneigt. Von vorne betrachtet beschreiben die dem Betrachter zugewandten Bogenkanten mit dem nach seitlich unten geneigten Kopf des auf einem Ast sitzenden Vogels fast einen Halbkreis.
- Die Flügel werden waagerecht zur Seite gespreizt, die Flügelunterseite weist zum Erdboden.
- Das Männchen hängt mit seinen Füßen an einem Ast, der Körper wird aber fast waagerecht nach oben gehalten, die Flügel sind gespreizt und weisen mit der Flügelunterseite nach oben. Das verlängerte Schwanzfederpaar weist nach oben, so dass die aufgerollten Enden als einziges oberhalb des Astes zu sehen sind.
- Das Männchen hängt in einer an Fledermäuse erinnernden Haltung kopfüber am Ast, die Flügel sind angelehnt. Die aufgerollten Enden des verlängerten Steuerfederpaars sind als einziges oberhalb des Astes zu sehen.

### Nest, Brut und Gelege
Es wurde bislang in freier Wildbahn nur ein Nest gefunden, es befand sich in einer Baumhöhle. Auch bei Nachzuchtversuchen in der Gefangenschaftshaltung zeigten die Weibchen eine deutliche Präferenz für Baumhöhlen zur Anlage ihrer Nester. Das Gelege umfasst bis zu zwei Eier. Das Weibchen brütet ab der Ablage des ersten Eis. Die Brutzeit beträgt 17 Tage. In Gefangenschaft aufgezogene Nestlinge verließen mit 14 Tagen das Nest, wurden aber zuvor durch wiederholtes Messen ihres Gewichts und ihrer Größenzunahme immer wieder im Nest gestört, so dass sie vermutlich früher das Nest verließen als dies in freier Wildbahn üblich ist. Wildlebende Jungvögel betteln noch im Alter von einer Woche ihren weiblichen Elternvogel um Futter an.

## Hybride mit anderen Paradiesvögeln
Die Neigung von Paradiesvögeln, sich mit anderen Arten ihrer Familie zu kreuzen, ist bereits zu Beginn des 20. Jahrhunderts von Anton Reichenow und damit fast früher als für jede andere Vogelfamilie beschrieben worden.
Beim Königs-Paradiesvogel kommt es nur mit einer anderen Art aus der Gattung Cicinnurus, nämlich dem Sichelschwanz-Paradiesvogel, zu natürlichen Hybriden.  Der französische Zoologe Jacques Berlioz beschrieb bereits 1927 einen Hybrid zwischen dem Königs-Paradiesvogel und dem Sichelschwanzparadiesvogel. Bis zum Jahre 2006 waren insgesamt 26 Männchen bekannt, die aus solchen Kreuzungen hervorgegangen waren. Weibchen aus solchen Kreuzungen sehen dem weiblichen Elternvogel so ähnlich, dass es am äußeren Erscheinungsbild nicht auszumachen ist, dass sie aus Elternvögel zweier verschiedener Arten haben.

## Haltung in Menschenobhut
Königs-Paradiesvögel werden vergleichsweise häufig in Europa, Asien und den Vereinigten Staaten in Zoologischen Gärten gezeigt. Sie werden allerdings vergleichsweise selten nachgezüchtet, obwohl ihre Zucht als nicht schwierig gilt.